# Vanellus macropterus
Abibe-preto (nome científico: Vanellus macropterus) é uma espécie de ave da família Charadriidae. Seu habitat são os pântanos e deltas de rios de Java e, possivelmente, Sumatra e Timor. Ele foi visto pela última vez em 1940, e era considerado extinto. No entanto, após um registro não confirmado em 2002, a classificação anterior de "Criticamente em Perigo (possivelmente extinta)" foi modificada para "Em perigo crítico".